# Saphesia flaccida
Saphesia es un género monotípico de plantas suculentas perteneciente a la familia Aizoaceae. Su única especie: Saphesia flaccida (Jacq.) N.E.Br., es originaria de Sudáfrica.

## Descripción
Es una planta suculenta perennifolia que alcanza un tamaño de 30 cm de altura a una altitud de 175 - 350 metros en Sudáfrica.

## Taxonomía
Saphesia flaccida fue descrita por (Jacq.) N.E.Br., y publicado en Gard. Chron., ser. 3, 91: 205 (1932).  
Sinonimia
- Mesembryanthemum flaccidum Jacq. (1804) basónimo[2]